# Национальная аллея

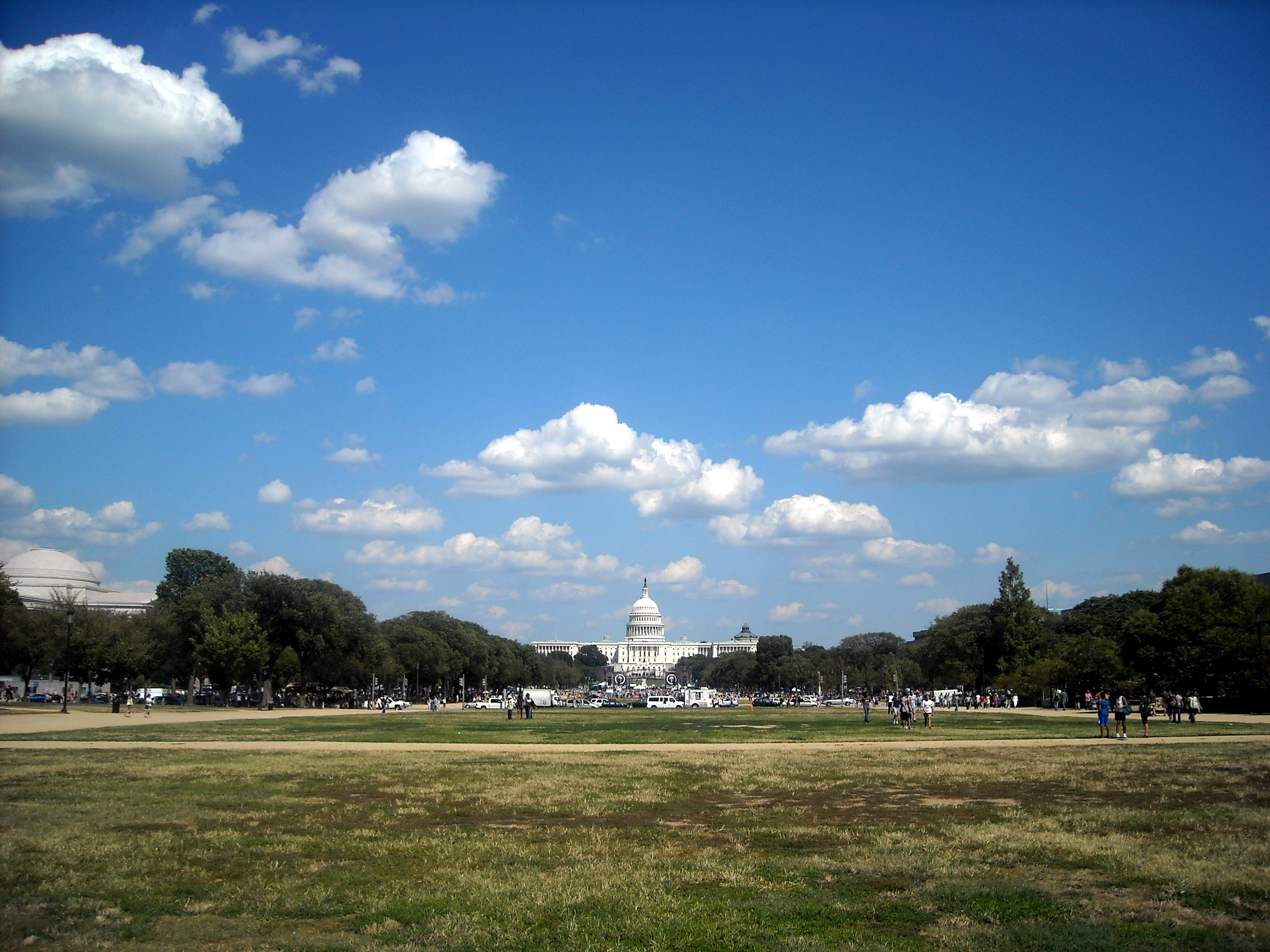

Национальная аллея, или Национальный Молл (англ. National Mall) — комплекс разнообразных памятников и музеев в историческом центре Вашингтона.

## История
Проект, положенный в основу Национальной аллеи, разработал в конце XVIII века Пьер Шарль Ланфан, однако сам проект был реализован лишь в начале XX века.

## Обзор
Все пространство Национальной аллеи разделено на зоны, в которых располагаются основные памятники. При виде с воздуха аллея представляет собой крест, в центре которого располагается монумент Вашингтону, на севере — Белый дом, на востоке — Капитолий, на юге — мемориал Томаса Джефферсона, на западе — мемориал Авраама Линкольна. Между этими памятниками располагаются парки, музеи и Ботанический сад США. Музейный комплекс Смитсоновского института является наиболее известным комплексом музеев в Соединённых Штатах. В комплекс входят музей Холокоста, музей естественной истории, Аэрокосмический музей (крупнейший музей по количеству экспонатов эпохи холодной войны и космической гонки), музей американских индейцев, Национальная галерея искусства, «Ньюзеум» (англ. Newseum) — музей журналистики и новостей.